# 御河街道
御河街道是中华人民共和国山西省大同市平城区下辖的一个街道。

## 建置沿革
- 2021年3月，设立御河街道。以原向阳里街道的青年路、青年路北2个社区居委会，原马军营乡的七里、智家堡、东河河、田村4个村委会的行政区域为御河街道的行政区域。[2]
- 2021年6月9日，按照人口和面积科学合理划分社区管理服务区域，优化调整后设4个村（七里村、智家堡村、东河河村、田村）2个社区（青年路、青年路北）。[3]

## 行政区划
御河街道下辖青年路、青年路北2个社区居委会，七里、智家堡、东河河、田村4个村委会。